# 吉林市广播老年之声
吉林市广播老年之声，旧称吉林市大众生活广播，是吉林市人民广播电台的一个频道。内容以小说、生活节目为主，广播范围为吉林市全部，全天24小时播音。

## 主要节目
- 家长里短
- 文明之旅
- 老来乐
- 中国笑星
- 幸福365
- 老歌情未了
- 一鸣说事

## 播出频率
吉林市
| 发射地 | 频率       |
| 船营区 | AM 702kHz  |
| 昌邑区 | FM 97.0MHz |

- 702kHz在长春市、辽源市、四平市、松原市、哈尔滨市也可收听到